# Gonaphodiellus bimaculosus
Gonaphodiellus bimaculosus är en skalbaggsart som beskrevs av Schmidt 1909. Gonaphodiellus bimaculosus ingår i släktet Gonaphodiellus och familjen Aphodiidae. Inga underarter finns listade i Catalogue of Life.